# Bonifay
Bonifay ist eine Stadt und zudem der County Seat des Holmes County im US-Bundesstaat Florida.  Das U.S. Census Bureau hat bei der Volkszählung 2020 eine Einwohnerzahl von 2.759 ermittelt.

## Geographie
Bonifay liegt etwa 140 km westlich von Tallahassee und 160 km östlich von Pensacola.

## Geschichte
Das Eisenbahnzeitalter in Bonifay begann 1883 mit der Eröffnung der Bahnstrecke der Pensacola and Atlantic Railroad. Durch sie entstand eine durchgängige Bahnverbindung zwischen Pensacola und Jacksonville.

## Demographische Daten
Laut der Volkszählung 2010 verteilten sich die damaligen 2793 Einwohner auf 1326 Haushalte. Die Bevölkerungsdichte lag bei 297,1 Einw./km². 84,8 % der Bevölkerung bezeichneten sich als Weiße, 10,0 % als Afroamerikaner, 0,9 % als Indianer und 0,9 % als Asian Americans. 0,8 % gaben die Angehörigkeit zu einer anderen Ethnie und 2,7 % zu mehreren Ethnien an. 2,4 % der Bevölkerung bestand aus Hispanics oder Latinos.
Im Jahr 2010 lebten in 33,6 % aller Haushalte Kinder unter 18 Jahren sowie 33,1 % aller Haushalte Personen mit mindestens 65 Jahren. 60,5 % der Haushalte waren Familienhaushalte (bestehend aus verheirateten Paaren mit oder ohne Nachkommen bzw. einem Elternteil mit Nachkomme). Die durchschnittliche Größe eines Haushalts lag bei 2,41 Personen und die durchschnittliche Familiengröße bei 3,05 Personen.
27,9 % der Bevölkerung waren jünger als 20 Jahre, 21,1 % waren 20 bis 39 Jahre alt, 24,4 % waren 40 bis 59 Jahre alt und 26,5 % waren mindestens 60 Jahre alt. Das mittlere Alter betrug 41 Jahre. 45,9 % der Bevölkerung waren männlich und 54,1 % weiblich.
Das durchschnittliche Jahreseinkommen lag bei 24.837 $, dabei lebten 24,3 % der Bevölkerung unter der Armutsgrenze.
Im Jahr 2000 war Englisch die Muttersprache von 95,48 % der Bevölkerung, spanisch sprachen 3,98 % und 0,53 % sprachen deutsch.

## Verkehr
Bonifay wird von der Interstate 10, dem U.S. Highway 90 (SR 10) und der Florida State Road 79 durchquert. Der Northwest Florida Beaches International Airport liegt rund 75 km südlich der Stadt.

## Kriminalität
Die Kriminalitätsrate lag im Jahr 2010 mit 107 Punkten (US-Durchschnitt: 266 Punkte) im niedrigen Bereich. Es gab eine Vergewaltigung, drei Körperverletzungen, sechs Einbrüche, 22 Diebstähle, einen Autodiebstahl und eine Brandstiftung.